# Concepción Batres
Concepción Batres es un distrito del municipio de Usulutan Este en el departamento de Usulután, El Salvador. De acuerdo al censo oficial de 2024, tiene una población de 10,840 habitantes. Limita al norte con el distrito de Ereguayquín y El Tránsito; al este con el distrito de El Tránsito; al sur con el municipio de Jucuarán y al oeste con el distrito de Usulután.

## Historia
A principios del siglo XX, se conocía con el nombre de Río Batres al que dividía a los partidos de Usulután y San Miguel. A orillas de este caudaloso río, en la hacienda de su mismo nombre, en juridicción del pueblo de Ereguayquín, se constituyó un caserío denominado también Batres.
Durante la administración de don Jorge Meléndez y por Decreto Legislativo de 5 de marzo de 1920, el cantón Batres se erigió en pueblo, con el nombre de Concepción Batres, y se le anexaron a su jurisdicción los cantones de La Danta, San Ildefonso y Vado Marín, segregados todos del municipio de Ereguayquín. Desde su fundación, Concepción Batres, este distrito ha formado parte siempre del departamento de Usulután.

## Datos básicos
- Posee una extensión territorial de 119.00 km² (kilómetros cuadrados) y cuenta con 13 292 habitantes (según SIBASI 2011), de los cuales el 80 % es población rural y el 20 % población urbana.

- Se encuentra a 70 m s. n. m. (metros sobre el nivel del mar).

## Organización territorial
Concepción Batres está dividido en 9 cantones y 38 caseríos:
1. El Cañal (5 caseríos)
2. El Paraisal (2 caseríos)
3. El Porvenir (4 caseríos)
4. Hacienda Nueva (3 caseríos)
5. La Anchila (7 caseríos)
6. La Danta (5 caseríos)
7. San Antonio (4 caseríos)
8. San Felipe (4 caseríos)
9. San Ildefonso (4 caseríos)

Mientras que en la zona urbana existen 4 barrios: La Parroquia, Candelaria, San Antonio y El Calvario; y 2 colonias: El Amaya y El Progreso.

## Hidrografía
Ríos: de San Diego, Batres, Grande de San Miguel, Méndez, Anchila, Tablón, Paso Hondo, Calentura, El Cañal, Zope y Ereguayquin.

## Elevaciones
El punto más alto del distrito se encuentra en el cantón la Anchila, a 271 m s. n. m. (metros sobre el nivel del mar) en las coordenadas geográficas 13°17'14.4"N 88°22'11.0"W, los cerros más conocidos de la zona se encuentran en Hacienda Nueva, Anchila, Azules, El Encantado, La Pancha, Las Tablas, San Francisco y Agua Caliente.

## Administración
Gobierno Municipal: Dirigido por la Alcaldía de Usulután Este. 

## Servicios públicos

### Educación
De acuerdo a los datos del Ministerio de Educación correspondientes al año 2020, en el distrito de Concepción Batres se encontraban 24 sedes educativas, todas ellas del sector público de la que solo una ofrece educación media; El Instituto Nacional De Concepción Batres. Dado que la ciudad no cuenta con universidades, los recién graduados de educación media optan por estudiar en la Universidad Gerardo Barrios o la Universidad de El Salvador:
| Pos.                 | Código de Centro Educativo | Sede Educativa                                            | Tipo de Sede         | Zona                 | Estudiantes matriculados para 2020 |
| -------------------- | -------------------------- | --------------------------------------------------------- | -------------------- | -------------------- | ---------------------------------- |
| 1                    | 12522                      | CENTRO ESCOLAR "SAN ANTONIO"                              | Público              | Urbana               | 275                                |
| 2                    | 60180                      | CENTRO ESCOLAR CASERÍO OJUSTE LIMPIO, CANTÓN LA DANTA     | Público              | Rural                | 15                                 |
| 3                    | 60187                      | CENTRO ESCOLAR CASERÍO PASO HONDO, CANTÓN LA DANTA        | Público              | Rural                | 29                                 |
| 4                    | 60277                      | CENTRO ESCOLAR CASERÍO CIRACANTIQUE, CANTÓN SAN ANTONIO   | Público              | Rural                | 20                                 |
| 5                    | 80032                      | CENTRO ESCOLAR CANTÓN EL CAÑAL                            | Público              | Rural                | 53                                 |
| 6                    | 80033                      | CENTRO ESCOLAR CASERÍO LLANO EL TAPESCO, CANTÓN EL CAÑAL  | Público              | Rural                | 28                                 |
| 7                    | 80034                      | CENTRO ESCOLAR CASERÍO LA COCOSICA, CANTÓN LA ANCHILA     | Público              | Rural                | 28                                 |
| 8                    | 80035                      | CENTRO ESCOLAR CASERÍO MIRAMAR, CANTÓN SAN ANTONIO        | Público              | Rural                | 73                                 |
| 9                    | 80036                      | CENTRO ESCOLAR CASERÍO LA PANCHA, CANTÓN HACIENDA NUEVA   | Privado              | Rural                | 53                                 |
| 10                   | 80037                      | CENTRO ESCOLAR CANTÓN SAN PEDRO                           | Privado              | Rural                | 4                                  |
| 11                   | 86192                      | CENTRO ESCOLAR CANTÓN CALLE NUEVA                         | Público              | Rural                | 64                                 |
| 12                   | 86319                      | CENTRO ESCOLAR CASERÍO LAS CONCHAS, CANTÓN LA DANTA       | Público              | Rural                | 21                                 |
| 13                   | 86510                      | CENTRO ESCOLAR CASERÍO EL CENTRO, CANTÓN LA ANCHILA       | Público              | Rural                | 31                                 |
| 14                   | 12508                      | CENTRO ESCOLAR "CASERIO EL CARAO, CANTON LA ANCHILA"      | Público              | Rural                | 20                                 |
| 15                   | 12509                      | CENTRO ESCOLAR "EL PARAISAL"                              | Público              | Rural                | 146                                |
| 16                   | 12511                      | INSTITUTO NACIONAL DE CONCEPCION BATRES                   | Público              | Urbana               | 15                                 |
| 17                   | 12512                      | COMPLEJO EDUCATIVO HACIENDA MONTE FRESCO, CANTÓN EL CAÑAL | Público              | Rural                | 265                                |
| 18                   | 12513                      | CENTRO ESCOLAR "CANTON SAN ILDEFONSO"                     | Público              | Rural                | 33                                 |
| 19                   | 12514                      | ESCUELA DE EDUCACION PARVULARIA "DE CONCEPCION BATRES"    | Público              | Urbana               | 9                                  |
| 20                   | 12517                      | CENTRO ESCOLAR "CANTON SAN FELIPE"                        | Público              | Rural                | 150                                |
| 21                   | 12518                      | CENTRO ESCOLAR "CANTON HACIENDA NUEVA"                    | Público              | Rural                | 224                                |
| 22                   | 12519                      | CENTRO ESCOLAR "CANTON EL PORVENIR"                       | Público              | Rural                | 224                                |
| 23                   | 12520                      | CENTRO ESCOLAR "CANTON LA ANCHILA"                        | Público              | Rural                | 147                                |
| 24                   | 12521                      | CENTRO ESCOLAR "SANTIAGO ORELLANA ZELAYA"                 | Público              | Urbana               | 335                                |
| Total de Estudiantes | Total de Estudiantes       | Total de Estudiantes                                      | Total de Estudiantes | Total de Estudiantes | 2262                               |

## Economía local
- Granos básicos, hortalizas, verduras, así como crianza de ganado vacuno, porcino, aves de corral y cunicultura.

## Costumbres y tradiciones
- Las fiestas patronales son en honor a la Virgen de Concepción, del 1 al 8 de diciembre.
- Fiestas Titulares del 11 al 14 de febrero en honor a Jesucito del rescate.